# رومانسية مظلمة

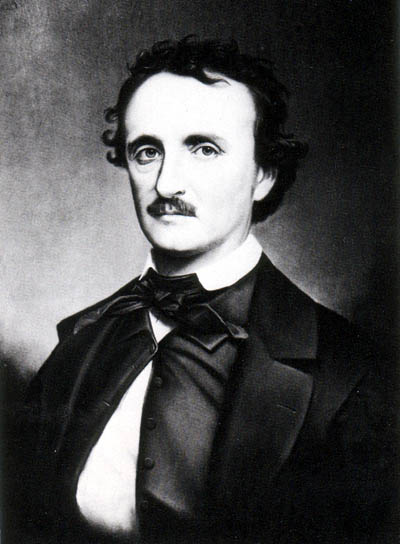
إدغار آلان بو الكاتب الأكثر شهرة في الرومانسية المظلمة.

الرومانسية المظلمة (بالإنجليزية: Dark Romanticism)‏ هو نوع فرعي أدبي من فن الرومانسية، والتي تعكس الانبهار الشعبي مع الأمور اللاعقلانية والشيطانية والغريبة. غالباً ما تخلط مع القوطية، فقد ألقت الضوء على الحركة الرومانسية البهيجة منذ بدايات القرن الثامن عشر. غالباً ما يتم الإشادة بإدغار آلان بو كأحد كبار الدعاة لهذا التقليد.

## تعريفات
لطالما كان الاحتفال بالرومانسية بالنشوة والتسامح يعجّ به سحر شديد بالمساواة مع الحزن والجنون والجريمة والجو المظلل؛ مع خيارات من عناصر خارقة للطبيعة كالأشباح والغول. أعطى النظري الأدبي ماريو براز اسم «الرومانسية المظلمة» لهذا النموذج في دراسته المطولة لهذا النوع الذي نشر في عام 1930، «الآلام الرومانسية».
وفقًا للناقد تومبسون، «قامت الرومانسية المظلمة بتكييف صور الشر المجسم في صورة إبليس، الشياطين، الأشباح، ذئاب ضارية، مصاصي الدماء، والغول» كرمز للطبيعة البشرية.

## تأثير القرن العشرين
كما تم ربط روايات القرن العشرين الوجودية بالرومانسية المظلمة، وكذلك روايات السيف والشعوذة لروبرت هوارد.

## انتقادات
أشار نورثروب فراي إلى مخاطر صنع الأسطورة الشيطانية للجانب المظلم من الرومانسية على أنها «توفر كل مساوئ الخرافات دون أي مزايا دينية».

## قراءات أخرى
- Galens, David, ed. (2002) Literary Movements for Students Vol. 1.
- Harry Levin, The Power of Blackness (1958)
- Mario Praz The Romantic Agony (1933)
- Mullane, Janet and Robert T. Wilson, eds. (1989) Nineteenth Century Literature Criticism Vols. 1, 16, 24.

## روابط خارجية
- دراسات بو / مجلة الظلام الرومانسية
- القوطية باعتبارها جانباً من الرومانسية الأمريكية